# Tejamaniles
Tejamaniles är en ort i Mexiko.   Den ligger i kommunen Ahuazotepec och delstaten Puebla, i den sydöstra delen av landet, 120 km nordost om huvudstaden Mexico City. Tejamaniles ligger 2 196 meter över havet och antalet invånare är 453.
Terrängen runt Tejamaniles är huvudsakligen kuperad, men den allra närmaste omgivningen är platt. Runt Tejamaniles är det ganska tätbefolkat, med 155 invånare per kvadratkilometer. Närmaste större samhälle är Huauchinango, 14,8 km nordost om Tejamaniles. I omgivningarna runt Tejamaniles växer i huvudsak blandskog.